# Bruno Apitz

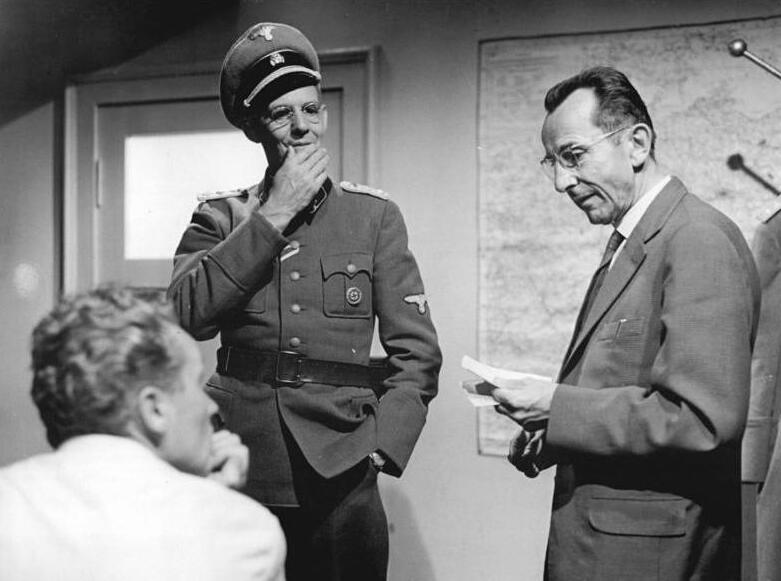
Bruno Apitz (rechts) und Frank Beyer (links) bei Dreharbeiten zum DEFA-Film Nackt unter Wölfen am 16. August 1962. In der Mitte der Schauspieler Herbert Köfer.

Bruno Apitz (* 28. April 1900 in Leipzig; † 7. April 1979 in Berlin) war ein deutscher Schriftsteller.

## Leben
Bruno Apitz wurde als zwölftes Kind der Waschfrau Marie Friederike Apitz, geb. Anhalt in der Leipziger Elisabethstraße Nr. 15 geboren. Ob der Ehemann und Wachstuchdrucker Friedrich Hermann Apitz oder Max Frölich der leibliche Vater ist, ist ungeklärt. Apitz besuchte bis zu seinem 14. Lebensjahr die Volksschule, danach machte er eine Ausbildung zum Stempeldrucker. Während des Ersten Weltkrieges war er als Kriegsgegner ein begeisterter Anhänger Karl Liebknechts.
Als er 17 Jahre alt war, hielt er eine Ansprache vor streikenden Arbeitern einer Munitionsfabrik, wofür er eine Gefängnisstrafe von 19 Monaten absitzen musste. Nach seiner vorzeitigen Entlassung 1918 beteiligte er sich in einer Leipziger Arbeiterhundertschaft an der Novemberrevolution und begann eine Ausbildung zum Buchhändler. 1919 wurde er SPD-Mitglied. Wegen der Teilnahme am Buchhändlerstreik verlor er seine Lehrstelle.
Zur Zeit des Kapp-Putsches, an dessen Niederschlagung er aktiv beteiligt war, veröffentlichte er seine ersten Gedichte und Kurzgeschichten in satirischen Wochenzeitschriften und in KPD-Zeitungen. In dieser Zeit arbeitete er unter anderem in einer Buchhandlung sowie in einem wissenschaftlichen Antiquariat. Schließlich wurde er Schauspieler. Im Jahr 1924 schrieb er sein erstes Theaterstück Der Mensch im Nacken. In der letzten Phase der Weimarer Republik sowie der Zeit des Nationalsozialismus entstanden unter anderem der Roman Fleck und Barb, die Unrasierten und mehrere Theaterstücke. Von diesen Werken wurde keines veröffentlicht oder aufgeführt. Heute sind sie nicht mehr erhalten.
1927 trat Apitz der KPD und der Roten Hilfe in Leipzig bei. Von 1930 bis 1933 gehörte er dem Bund proletarisch-revolutionärer Schriftsteller an und war dessen Vorsitzender in Leipzig.
Nach dem Ersten Weltkrieg wurde er mehrfach wegen sozialistischer Antikriegs-Propaganda verurteilt; unter den Nationalsozialisten war er in verschiedenen Konzentrationslagern inhaftiert. So war er 1933 im  KZ Colditz und im KZ Sachsenburg inhaftiert, von 1934 bis 1937 dann wegen Hochverrats im Zuchthaus in Waldheim, weil er versucht hatte, die Leipziger KPD wiederaufzubauen. Im Anschluss war er acht Jahre lang – bis zur Befreiung im April 1945 – Häftling (Häftlingsnummer: 2417) im KZ Buchenwald. Dort war er ab 1938 im Bildhauer-Kommando und ab 1942 im Pathologie-Kommando eingesetzt. Hier war er auch Conférencier in „Lagerkonzerten“, schrieb Gedichte und betätigte sich mit Schnitzarbeiten.
Nach 1945 arbeitete er als Verwaltungsdirektor der Leipziger Theater. 1946 war er Gründungsmitglied der SED. Seit 1949 war er als Redakteur bei der Leipziger Volkszeitung tätig und für die Koordination der Volkskorrespondenten zuständig. Außerdem arbeitete er als Dramaturg der DEFA und Hörspielautor. Als freischaffender Schriftsteller war er Mitglied im Hauptvorstand des Deutschen Schriftstellerverbands.
Erst 1958 erschien sein erstes Buch, der Roman Nackt unter Wölfen, der ihm, in 30 Sprachen übersetzt, zu Weltruhm verhalf. Die DEFA verfilmte sein Buch 1963 unter der Regie von Frank Beyer, ebenfalls unter dem Titel Nackt unter Wölfen. Apitz selbst arbeitete als Drehbuchautor und Schauspieler an der Verfilmung mit. Nackt unter Wölfen wurde 2015 unter Regie von Philipp Kadelbach erneut verfilmt.
1959 folgte die Novelle Esther im Almanach des P.E.N.-Zentrums. Sie war bereits wesentlich früher entstanden und gilt daher als Apitz’ älteste erhaltene Prosaarbeit. Sie wurde 1969 von Robert Hanell und Günther Deicke zu einer Oper verarbeitet.
Apitz war Mitglied der Akademie der Künste und des P.E.N.-Club der DDR. Im Jahr 1976 erschien sein autobiografischer Roman Der Regenbogen.

### Heirat und Tod

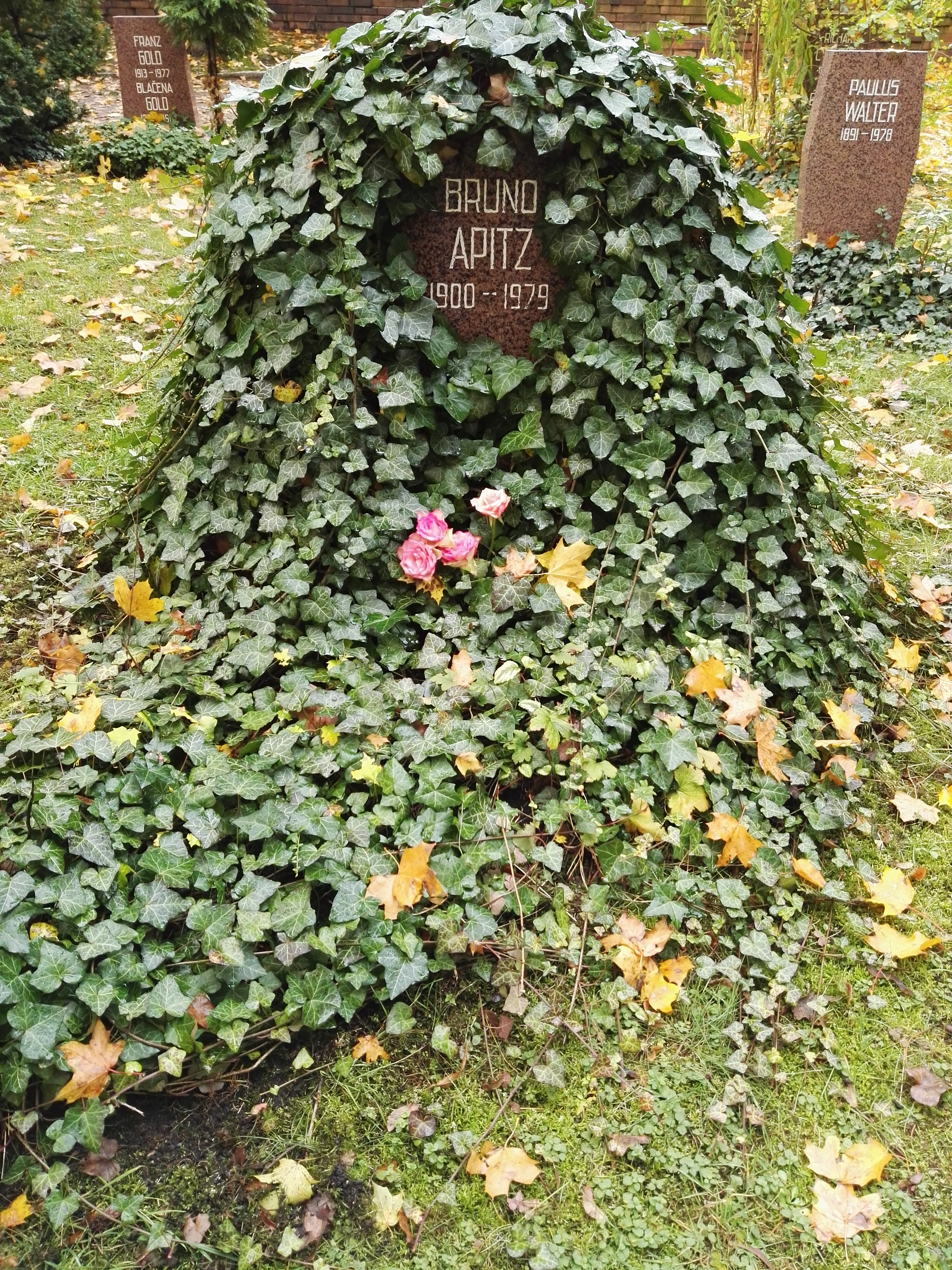
Grab von Bruno Apitz in Berlin

Im Jahr 1965 heiratete er Marlis Kieckhäfer (* 1938), im gleichen Jahr wurde Tochter Sabine geboren.
Gewürdigt mit den höchsten Auszeichnungen der DDR, starb Bruno Apitz kurz vor seinem 79. Geburtstag in Berlin. Seine Urne wurde in der Grabanlage „Pergolenweg“ des  Zentralfriedhofs Friedrichsfelde in Berlin-Lichtenberg beigesetzt.

## Darstellung Apitz’in der bildenden Kunst der DDR
- Walter Arnold: Porträtskizze Bruno Apitz / Schriftsteller (1966, Bleistiftzeichnung, ca. 20 × 30 cm)[5]
- Ruthild Hahne: Bruno Apitz (1965, Porträtbüste, Bronze)[6]

## Werke
- Der Mensch im Nacken. Drama. 1924.
- Nackt unter Wölfen. Roman. 1958. Erweiterte Neuausgabe:  Aufbau-Verlag, 2012, ISBN 978-3-351-03390-3, auch als E-Book. (Mit Dokumentation der mehrfachen Bearbeitung und Überarbeitung des Ursprungstextes durch Bruno Apitz. Hrsg. von Susanne Hantke.)
- Esther. Novelle. 1959.
- Der Regenbogen. Roman. Halle 1976, ISBN 3-88112-011-4.
- Schwelbrand. Autobiografischer Roman. Berlin 1984.

## Auszeichnungen und Würdigung
Apitz wurde am 9. September 1961 Ehrenbürger von Weimar. Die Stadt Leipzig verlieh ihm am 7. Mai 1975 die Ehrenbürgerwürde. Zu den Auszeichnungen, die Bruno Apitz für sein Werk erhalten hat, gehören die Erich-Weinert-Medaille 1966 und der Nationalpreis der DDR. Letzteren erhielt er zweimal: 1958 für den Roman Nackt unter Wölfen und 1963 – gemeinsam mit Anderen – für die Verfilmung.
Auf dem Gebiet der ehemaligen DDR wurden nach ihm mehrere Straßen benannt. Im Ost-Berliner Stadtteil Marzahn trug die 14. Polytechnische Oberschule bereits kurze Zeit nach Apitz’ Tod seinen Namen.